# Фидлер, Конрад
Конрад Фидлер (нем. Konrad Fiedler; 23 сентября 1841[…], Эдеран, Средняя Саксония — 13 июня 1895, Мюнхен) — немецкий философ, близкий неокантианству, писатель, коллекционер и теоретик искусства. Один из инициаторов создания «Римского кружка» (нем. Römischer Кreis) — творческого объединения художников немецкого неоклассицизма в Италии. Основоположник концепции «чистой визуальности» (нем. reine Sichtbarkeit), послужившей философской основой теории формообразования А. фон Гильдебранда, а затем и теории Г. Вёльфлина.

## Биография
С 1861 года Фидлер изучал право в Университете Лозанны (Швейцария) и в Гейдельбергском университете имени Рупрехта и Карла (Ruprecht-Karls-Universität Heidelberg). В 1862 году стал членом студенческого корпуса Гестфалии Гейдельберга (Corps Guestphalia Heidelberg). Затем перешёл в университет Фридриха-Вильгельма в Берлине и в Лейпцигский университет, где получил диплом юриста.
После непродолжительной работы в юридической фирме Фидлер отказался от профессии юриста. Вместо этого он посвятил себя искусству и путешествовал по странам Европы и Ближнего Востока. В 1867 году в Риме К. Фидлер встретил живописца Ханса фон Маре и скульптора Адольфа фон Гильдебранда, стал их другом и единомышленником.
В 1876 году Фидлер женился на Марии (позже «Леви») Мейер, дочери историка искусства Юлиуса Мейера . В 1880 году супружеская пара поселилась в Мюнхене. В 1895 году Конрад Фидлер трагически погиб, упав из окна с низким парапетом. Было ли это несчастным случаем (как заявлено в то время) или самоубийством, окончательно не выяснено. Фидлер был похоронен в семейном склепе в имении Кростевиц (Crostewitz). В 1967 году, в связи с разработкой новых месторождений бурого угля в Кростевице, его останки были перенесены на южное кладбище в Лейпциге.

## Научная деятельность
К. Фидлер был философом-неокантианцем. А итальянский философ-неогегельянец Б. Кроче считал его «величайшим эстетиком XIX века».
Фидлер полагал, что «визуальное восприятие ведёт к автономному типу познания, которое следует отличать от познания, выраженного в языке, стремящемся в силу сложившийся на протяжении тысячелетий устойчивости и неизменности восприятия заменить собой визуальное познание (нем.  visuelle Erkenntnis)». Художественное творчество представляет собой результат развития так называемого «абсолютного зрения», преодолевающего хаос эмпирических впечатлений и ведущего к познанию «чистой формы» (нем. säuberliche Form) предметного мира.
Г. Вёльфлин вспоминал, какое удовольствие он испытывал в 1888 году в мастерской Гильдебранда во Флоренции от бесед с Гильдебрандом и Фидлером. В работах Гильдебранда и Маре Фидлер видел возможность убедительной демонстрации нового художественного языка, который был бы свободен от натурализма и поверхностной повествовательности и полностью привержен законам изобразительного искусства, как это было в лучшие эпохи классического наследия.
Философ Конрад Фидлер рассматривал произведение изобразительного искусства в качестве феномена «чистой визуальности» (нем. reine Sichtbarkeit), автономной формальной структуры, несводимой к иным формам мышления. В книгах «Об оценке произведений изобразительного искусства» («Über die Beurteilung von Werken der Bildenden Kunst», 1876), «О происхождении художественной деятельности» («Der Ursprung der künstlerischen Thätigkeit», 1887) немецкий философ утверждал самостоятельную природу изобразительного искусства, которое можно понять только из «зрения».
Искусство, по концепции Фидлера, представляет собой «вторую реальность», результат независимой деятельности человеческого духа. Сходную эстетическую теорию разрабатывал немецкий философ Теодор Липпс (1851—1914). В книге «Эстетическое созерцание и изобразительные искусства» (1905) Липпс провозгласил основополагающей категорией искусства «вчувствование» (нем. Einfühlung) как «объективацию внутреннего мира» художника. Именно этот термин в дальнейшем использовал немецкий историк искусства и философ Вильгельм Воррингер (1881—1965), ученик Г. Вёльфлина.
Конрад Фидлер оказал большое влияние на многих художников начала XX века, среди которых были Пауль Клее и Василий Кандинский.

## Тезисы главных научных произведений
«Современный натурализм и художественная правда»
Название «Современный натурализм и художественная правда» (1881) может предполагать, что натурализм в искусстве ведет к истине. Напротив, в художественно-философской концепции Фидлера искусство не зависит от «внешней реальности» — а, следовательно, и от подражания природе (мимесиса), из которого исходит натурализм. Реальность, а значит, и правда, реализуются в творчестве художника, который материализует видение как таковое в своих произведениях. Фидлер подчёркивает автономию и самомнение искусства, которое понимается как «абсолютное». Произведение искусства должно создаваться как нечто, что можно понять из самого себя и «чистую видимость», а не как то, что относится к концептуальному или духовному содержанию.
«О происхождении художественной деятельности»
Это, вероятно, наиболее важная работа Фидлера (1887), в которой исследуется роль произведения искусства в познании мира посредством особого способа восприятия действительности, теории, основанной на философии Иммануила Канта и итогах импрессионизма. Концепция Фидлера характерна акцентом на «формирующем восприятие» субъекте, монадическим взглядом на процесс восприятия и «идеалистической стилизации» произведения искусства (далеко отстоящей от кантовского суждения о вкусе) как возможной реализации «чистой видимости».

## Основные работы
- 1881: Современный натурализм и художественная правда (Moderner Naturalismus und künstlerische Wahrheit)
- 1886: Об оценке произведений изобразительного искусства (Über die Beurteilung von Werken der Bildenden Kunst)
- 1887: О происхождении художественной деятельности (Der Ursprung der künstlerischen Thätigkeit)
- 1896: Произведения Конрада Фидлера об искусстве. Опубликовано Гансом Марбахом (Conrad Fiedlers Schriften über Kunst)
- 1942: О сущности искусства. Составлено Гансом Экштейном (Vom Wesen der Kunst)
- 1971: Сочинения об искусстве (Schriften zur Kunst)
- 2011: Дневники 1866—1875 (Die Tagebücher 1866—1875)